# Lego Star Wars III: The Clone Wars
Lego Star Wars III: The Clone Wars — компьютерная игра 2011 года, основанная на серии игрушек Lego по мотивам вселенной «Звёздных войн». Сюжет игры основан на первых двух сезонах компьютерного мульт-сериала «Звёздные войны: Войны клонов». Аналогами кантины в этой игре являются Звёздный разрушитель Республики типа «Венатор» и флагман Конфедерации Независимых систем «Незримая длань».

## Сюжет
Поклонники серии Lego Star Wars вновь перенесутся в знаменитую фантастическую вселенную, собранную из конструктора Lego. Благодаря новой игровой механике они будут строить, сражаться и развлекаться с небывалым до сих пор размахом! Искателям приключений предстоит выполнить более двух десятков сюжетных миссий, а также преодолеть ещё сорок бонусных уровней. Они побывают в неисследованных галактиках, встретятся с персонажами мультипликационного сериала «Война клонов» и с героями классических «Звёздных войн». Впечатляющие графические эффекты, неповторимый фирменный юмор, новые варианты совместной игры в режиме разделённого экрана — «Lego Star Wars III: The Clone Wars» станет прекрасным развлечением для детей и взрослых.

## В ролях
Актёры, которые озвучивали роли в сериале, озвучивали и персонажей в игре.
- Мэтт Лантер — Энакин Скайуокер
- Эшли Экштейн — Асока Тано
- Ника Футтерман — Асажж Вентресс
- Джеймс Арнольд Тэйлор — Оби-Ван Кеноби
- Кори Бёртон — Граф Дуку
- Ди Брэдли Бейкер — Капитан Рекс, Командир Коуди, клоны
- Катрин Табер — Падме Амидала
- Сэмюэл Л. Джексон — Мейс Винду
- Мэтью Вуд — Генерал Гривус и боевые дройды
- Энтони Дэниелс — C-3PO
- Том Кейн — Йода, адмирал Вуллф Юларен
- Джейми Кинг — Аурра Синг
- Том Кенни — Нут Ганрей и Надар Вебб
- Фил Ламарр — Кит Фисто
- Дэвид Акорд — EV-A4-D
- Ахмед Бест — Джа-Джа Бинкс
- Оливия д’Або — Луминара Андули

## Разработка и маркетинг
Игра разрабатывалась с конца 2009 года, когда вышел второй сезон мультсериала «Звёздные войны: Войны клонов».
23 июня 2010 года был выпущен первый трейлер к игре. В конце 2010 года Travellers’s Tales завершили работу над игрой, однако несколько месяцев ушло на маркетинг. В начале 2011 года они выпустили несколько демо-версий и трейлеров к игре.
Официальный релиз игры состоялся 22 марта 2011 года.
По состоянию на май 2012 года, продано более 4 миллионов копий игры по всему миру.

## Рецензии
| Иноязычные издания    | Иноязычные издания |
| Издание               | Оценка             |
| --------------------- | ------------------ |
| 1UP.com               | A-                 |
| Eurogamer             | 8 / 10             |
| G4                    | 4 /5               |
| Game Informer         | 8,5 / 10           |
| GamePro               | [ 6 ]              |
| GameRevolution        | B                  |
| GameSpot              | 6,5 / 10           |
| GamesRadar+           | 6 / 10             |
| GameTrailers          | 6,5 / 10           |
| XboxAddict            | 67,0 %             |
| Русскоязычные издания |                    |
| Издание               | Оценка             |
| 3DNews                | 7 / 10             |
| «Домашний ПК»         | [ 13 ]             |
| «Игромания»           | 8,0 / 10           |

| Сводный рейтинг    | Сводный рейтинг | Сводный рейтинг      | Сводный рейтинг       | Сводный рейтинг       | Сводный рейтинг     | Сводный рейтинг      | Сводный рейтинг      |
| Издание            | Оценка          | Оценка               | Оценка                | Оценка                | Оценка              | Оценка               | Оценка               |
| Издание            | 3DS             | DS                   | PC                    | PS3                   | PSP                 | Wii                  | Xbox 360             |
| ------------------ | --------------- | -------------------- | --------------------- | --------------------- | ------------------- | -------------------- | -------------------- |
| GameRankings       | 69,53 %         | N/A                  | N/A                   | 78,05 %               | N/A                 | N/A                  | 76,86 %              |
| Metacritic         | N/A             | 66 / 100 (7 обзоров) | 76 / 100 (11 обзоров) | 76 / 100 (36 обзоров) | 63 / 100 (4 обзора) | 76 / 100 (7 обзоров) | 75 / 100 (43 обзора) |
| Иноязычные издания |                 |                      |                       |                       |                     |                      |                      |
| Издание            | Оценка          | Оценка               | Оценка                | Оценка                | Оценка              | Оценка               | Оценка               |
| Издание            | 3DS             | DS                   | PC                    | PS3                   | PSP                 | Wii                  | Xbox 360             |
| AllGame            | N/A             | [ 23 ]               | [ 24 ]                | [ 25 ]                | [ 26 ]              | [ 27 ]               | [ 28 ]               |
| IGN                | N/A             | 6,0 / 10             | 7,5 / 10              | 7,5 / 10              | 6,0 / 10            | 7,0 / 10             | 7,5 / 10             |